# Blauw smalsnuitje
Het blauw smalsnuitje (Eupoecilia ambiguella) is een vlinder uit de familie Tortricidae (bladrollers). De spanwijdte van de vlinder bedraagt tussen de 12 en 15 millimeter. De soort overwintert als rups.

## Waardplanten
Het blauw smalsnuitje heeft onder anderen kornoelje, vuilboom, klimop, wegedoorn, druif en kamperfoelie als waardplanten. De rups voedt zich meest met de vruchten. In wijngaarden kan de vlinder zich tot plaaginsect ontwikkelen.

## Voorkomen in Nederland en België
Het blauw smalsnuitje is in Nederland en het noorden van België een wijdverbreide, maar niet zo algemene soort. In het zuiden van België is hij voor het eerst waargenomen in 2006. De soort vliegt van mei tot augustus.